# 두호보르파

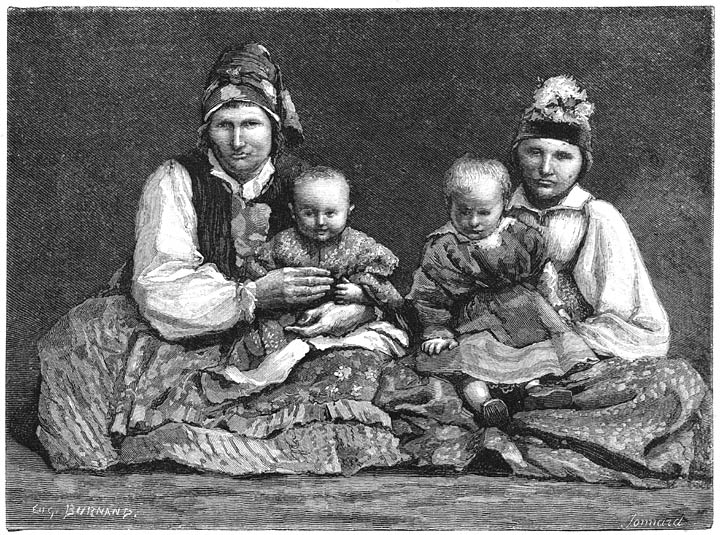

두호보르파(러시아어: духоборы)는 러시아 정교회의 분리파 중 하나이다. 의미는 '영혼을 위해 싸우는 자'들이다. 이들은 러시아 제국 시절에 기독교 평화주의에 근거한 양심적 병역거부 때문에 탄압을 받았으며, 그와 관련해 일부는 캐나다(서부 지역), 키프로스로 이주를 했다.

## 현재
오늘날 캐나다에 거주하는 두호보르파는 19세기 말 러시아 제국의 박해를 피해 이민한 두호보르파 기독교인들의 자손들이며, 약 2만에서 4만 명이다. 일부 4,000명은 자신들이 두호보르파 교인이라고 고백했으며, 3만 명은 러시아와 다른 지역에 거주하고 있다.

### 조지아와 러시아
1980년대 말까지 소비에트 연방 그루지야 SSR의 두호보르파 거의 대부분은 소비에트 연방 러시아 SFSR로 이주했다. 주로 툴라 주, 로스토프 주, 스타브로폴 지방 등지로 이주했다. 조지아의 독립 이후에는 러시아어로 표기되었던 많은 마을 이름들이 조지아어로 바뀌었다(예를 들자면, 보그다놉카(Bogdanovka)는 니노츠민다로, 트로이츠코예(Troitskoe)는 사메바로 바뀌었다.).